# Camp Rock 2: The Final Jam (colonna sonora)
Camp Rock 2: The Final Jam è la colonna sonora dell'omonimo film, pubblicata il 10 agosto 2010 dall'etichetta discografica Walt Disney Records. Ha riscosso un buon successo di vendita nei paesi in cui è stata pubblicata.

## Tracce
CD (Walt Disney 6288972 (EMI) / EAN 5099962889728)
1. Demi Lovato – Brand New Day – 3:21
2. Matthew "Mdot" Finley – Fire – 3:02
3. Demi Lovato, Alyson Stoner e Anna Maria Perez de Tagle – Can't Back Down – 3:19
4. Cast di Camp Rock 2 – It's On – 4:03
5. Demi Lovato e Joe Jonas – Wouldn't Change a Thing – 3:25
6. Jonas Brothers – Heart and Soul – 2:58
7. Demi Lovato e Joe Jonas – You're My Favorite Song – 2:15
8. Nick Jonas – Introducing Me – 3:07
9. Matthew "Mdot" Finley e Meaghan Jette Martin – Tear it Down – 3:29
10. Demi Lovato, Joe Jonas, Nick Jonas, Alyson Stoner, Anna Maria Perez de Taglé e Jasmine Richards – What We Came Here For – 4:15
11. Demi Lovato, Joe Jonas, Nick Jonas e Alyson Stoner – This Is Our Song – 2:58
12. Demi Lovato – Different Summers – 3:38
13. Matthew "Mdot" Finley e Meaghan Jette Martin – Walkin' in My Shoes – 2:51
14. Demi Lovato – It's Not Too Late – 3:32
15. Iron Weasel – Rock Hard or Go Home – 3:00

## Classifiche

### Classifiche settimanali
| Classifiche (2008) | Posizione massima |
| ------------------ | ----------------- |
| Austria            | 18                |
| Belgio (Fiandre)   | 10                |
| Belgio (Vallonia)  | 30                |
| Canada             | 4                 |
| Danimarca          | 31                |
| Francia            | 39                |
| Germania           | 28                |
| Messico            | 18                |
| Norvegia           | 28                |
| Nuova Zelanda      | 22                |
| Portogallo         | 5                 |
| Spagna             | 4                 |
| Stati Uniti        | 3                 |
| Svizzera           | 45                |

### Classifiche di fine anno
| Classifica (2010) | Posizione |
| ----------------- | --------- |
| Stati Uniti       | 169       |